# Revolve (John Newman)
Revolve è il secondo album in studio del cantautore britannico John Newman, pubblicato il 16 ottobre 2015 dalla Island Records.

## Tracce
1. Revolve (featuring Idris Elba) – 1:39
2. All My Heart – 3:00
3. Something Special – 3:34
4. Lights Down – 4:11
5. Come and Get It – 3:04
6. Never Give It Up – 3:14
7. Tiring Game (featuring Charlie Wilson) – 3:23
8. Give You My Love – 3:50
9. I'm Not Your Man – 3:13
10. Killing Me – 3:22
11. We All Get Lonely – 4:55